# Андрухов, Пётр Зотович
Пётр Зотович Андрухов (5 июля 1924 — 6 августа 1996) — советский и украинский историк, краевед, образовательный и общественный деятель.

## Биография
Родился 5 июля 1924 года в Остроге в семье служащих. Его отец, Зот Пантелеймонович Андрухов, был старшиной армии УНР. В 1933 году родители развелись. 21 июня 1939 года окончил базовую школу при государственном педагогическом лицее.
7 марта 1944 года был мобилизован в Красную Армию. 24 марта 1944 года был приведён к присяге в городе Харькове, в 533-м запасном стрелковом полку. Принимал участие в военных операциях до мая 1945 года. Войну закончил под Кёнигсбергом в звании командира взвода. Демобилизовался в марте 1947 года.
В мае 1947 года Андрухов вступил в брак с Ниной Александровной Прудкой, которая работала в острожском роддоме. В семье родилось двое сыновей: Сергей и Александр.
В 1949 году поступил в Острожское педагогическое училище (заочно), полный курс которого окончил в августе 1950 года, получив квалификацию учителя начальных классов. По окончании педучилища работал воспитателем детского дома, а впоследствии учителем семилетней школы в Белашове.
В 1952 году поступил на заочное отделение историко-филологического факультета Львовского педагогического института, который успешно окончил в 1957 году, получив специальность учителя истории средней школы. Работал учителем острожской вечерней школы, а впоследствии — учителем острожской СШ № 1.
С августа 1965 года по апрель 1968 года работал на должности директора Острожского краеведческого музея. Создал научно-краеведческое общество «Наследие» имени князей Острожских, которое объединило учителей, врачей, работников культуры Острога. В сентябре 1990 года по инициативе Андрухова были начаты постоянные ежегодные научно-краеведческие конференции под девизом «Острог на пороге 900-летия». В 1992 году Украинский фонд культуры наградил Андрухова премией «За возрождение Волыни».
Основатель и первый председатель острожского научно-краеведческого общества «Наследие» имени князей Острожских (1989—1996), член и один из основателей Острожского отделения Украинского исторического общества, руководитель научного Центра изучения наследия Острожской академии, почётный профессор Академии. Ветеран Великой Отечественной войны.
Скончался Пётр Андрухов 6 августа 1996 года.

## Память
Именем Петра Андрухова названа одна из улиц Острога. В Острожской Академии учреждена стипендия имени Петра Андрухова лучшим студентам-историкам, на стене дома, где проживал П. Андрухов, установлена мемориальная доска.

## Награды и премии
- орден «Отечественной войны II степени»
- медаль «За отвагу»
- медаль «За боевые заслуги»
- Медаль «За победу над Германией в Великой Отечественной войне 1941—1945 гг.» (1945)
- знак «Отличник народного образования» (1965)
- лауреат областной премии «За возрождение Волыни» (1992)

## Некоторые труды
- Волинська земля (Ровенщина) з глибини століть до сьогодення (мала хронологічна таблиця). — Ровно, 1991. — 48 с. (укр.)
- Волинська земля (Хроніка-джерела-постаті). — Сокаль, 1992. — 88 с. (укр.)
- 600 імен в історії великої Волині. — Острог, 1993. — 98 с. (укр.)
- Волинь в легендах і переказах. — Острог, 1995. — 58 с. (укр.)
- Волинь: події, імена, джерела. — Острог, 1996. — 264 с. (укр.)